# Basilica dei Santi Pietro e Paolo (Reichenau)
La basilica dei Santi Pietro e Paolo (in tedesco:  Basilika St. Peter und Paul) è una chiesa di stile romanico sita sull'isola di Reichenau nella frazione di Niederzell del comune tedesco di Reichenau.

## Storia
La prima chiesa dedicata a san Pietro in questo luogo venne eretta nel 799 dal vescovo Egino di Verona, che ai era ritirato qui in un convento nel territorio dell'abbazia di Reichenau, dopo aver retto la diocesi di Verona, ove morì nell'802.
La sua chiesa era costituita da una sala di culto con una sola abside, che doveva essere molto riccamente adornata, come i rilievi ornamentali rimasti nell'attuale navata laterale settentrionale mostrano ancor oggi. I resti (non visibili) delle preziose pitture murali del periodo carolingio indicano che le pareti della chiesa dovevano originariamente essere riccamente decorate. 
Dopo due incendi tuttavia la struttura portante collassò intorno all'anno 1080 e sulle vecchie fondamenta, mantenendo le misure originarie, venne eretta una basilica priva di transetto. 
Gli ultimi lavori sulla copertura della nuova chiesa risalgono al 1134. Una ristrutturazione profonda dello spazio interno ebbe luogo negli anni 1750/60.

## Descrizione

### Arte e architettura

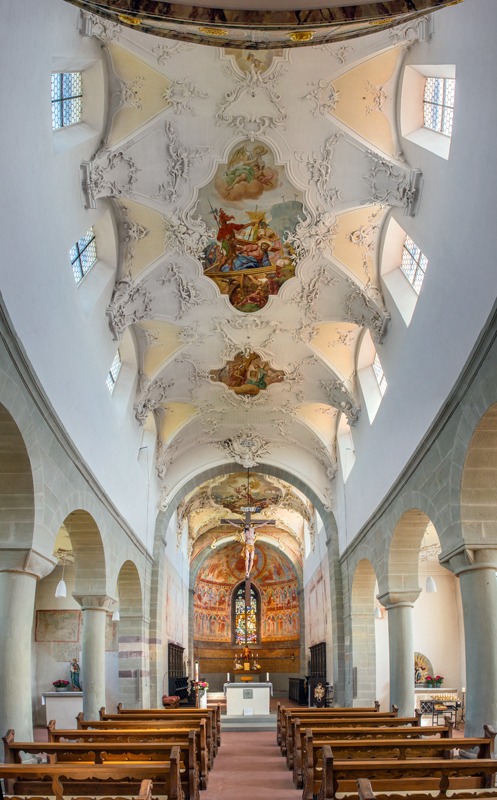
Interno

L'impronta di un esterno pressappoco romanico della chiesa si ha solo guardando la facciata orientale con le sue due torri innalzate nel XV secolo.
Le troppo ampie finestre sulle pareti dell'abside sostituiscono una finestra romanica che presumibilmente era decorata con vetrate dipinte. A sud la chiesa terminava con una cappella supplementare e una zona non circondata da muri. Sul lato occidentale s'intravede parimenti uno spazio accessibile, ma delimitato da un muro.
Oltre agli impressionanti dipinti dell'aspide risalenti al tardo XI secolo è particolarmente illuminante dal punto di vista storico la costruzione precedente l'attuale edificio, poiché le decorazioni, che mostrano un'influenza lombarda, indicavano una direzione verso la scuola pittorica dell'abbazia di Reichenau a partire dalla seconda metà del IX secolo.
L'interno della basilica dei Santi Pietro e Paolo venne ristrutturato in stile rococò: le finestre furono ampliate, la copertura lignea venne sostituita da una volta piatta di stucco e costruita la cantoria per l'organo. Della costruzione dell'XI secolo rimangono ancora visibili le arcate fra le colonne con i loro capitelli ornamentali.

### Organo a canne
Sulla cantoria in controfacciata, si trova l'organo a canne, costruito nel 1783 dall'organaro Johann Baptist Lang, di Überlingen e successivamente più volte modificato; il suo assetto odierno è dovuto alla ricostruzione operata dalla ditta Fischer & Krämer nel 1977 (opus 35) ripristinandone le caratteristiche originarie. A trasmissione integralmente meccanica, è racchiuso entro l'originale cassa barocca e dispone di 11 registri; la sua consolle, a finestra, ha un'unica tastiera di 49 note e una pedaliera dritta di 18.

### Campane
Cinque campane rimangono ancora da tre secoli. Secondo gli scavi archeologici più recenti, si presume che in Niederzell fosse attiva nel XIV secolo una scuola di fonderia di campane dalla quale proverrebbero tre delle cinque presenti.